# Les Affiches en goguette
Les Affiches en goguette és un curtmetratge mut francès del 1906 dirigit per Georges Méliès. Va ser venut per la Star Film Company de Méliès i està numerat del 821 al 823 als seus catàlegs.

## Trama
En una gran tanca publicitària de tela i fusta, un home enganxa un cartell que mostra dues estrelles de L'Amour à credit, un espectacle a la sala de música Parisiana. Està envoltat de cartells que mostren altres figures, que anuncien diversos productes: extracte de carn Poirot, pintura Tripaulin, porcellana Nouveau Dépôt, pólvores Poudre de Fées, licor de quina al cacau, llums Trouillottine i cotilles Mignon. L'home se'n va, i dos gendarmes passen.
Tan bon punt la costa queda clara, les persones que apareixen als cartells comencen a cobrar vida. Les dues estrelles parisenques deixen el seu cartell sencer i passegen, conversant entretingudament amb els residents dels altres cartells. Esclata una baralla quan una de les estrelles comença a coquetejar amb el model de cotilla i el venedor de porcellana deixa caure la seva mercaderia a terra. Les figures tornen a convertir-se en imatges planes mentre els gendarmes passen de nou.
Quan un senyor ben vestit es creua davant dels cartells, tornen a reviure i comencen a llançar-li tota la seva mercaderia. Els dos gendarmes i dos agents s'acumulen al lloc dels fets, i aviat els quatre es cobreixen amb pols facial, pintura en pols i altres productes. Tota la cartellera s'enfonsa amb un xoc, revelant els residents del cartell a la vida real darrere d'una tanca. Mentre la policia endreça la cartellera i mira a través dels cartells trencats, veuen tots els residents del cartell ballant feliços.

## Producció
Les Affiches en goguette probablement va ser encarregat per Victor de Cottens per mostrar-lo com a part de l'edició de 1905 de la revisió anual de Folies Bergère. (Tot i que les descripcions de l'espectacle no mencionen Méliès, se'l acredita al programa, i una escena que s'assembla molt a l'acció de la pel·lícula es descriu en una còpia supervivent del guió.) La pel·lícula podria havre inspirada en la pel·lícula de Gaston Velle La Valise de Barnum (Pathé, 1904), en què un home mostra diversos pòsters i les figures que hi figuren cobren vida.
Dels pòsters mostrats, "Tripaulin" parodia la marca de pintura Ripolin; "Mignon" pot ser la marca de cotilles Mystère, per a qui Méliès havia fet una pel·lícula publicitària; "Nouveau Dépôt" és el Grand Dépôt, una botiga de vaixella; i la Parisiana era una autèntica sala de música de París als Grands Boulevards, dirigida pel mateix productor que va dirigir els Folies, Paul Ruez. l'espectacle L'Amour a crèdit s'anunciava a Parisiana, i havia començat el 26 d'agost de 1905.
Méliès apareix a la pel·lícula com l'home que enganxa els cartells, amb Vilbert, un dels actes cap de cartell a la Parisiana, interpretant-se a si mateix al seu cartell. Els efectes especials de la pel·lícula estan creats per escamoteigs i, per al cartell de Tripaulin, una exposició múltiple curosament treballada amb els tres pintors filmats a una distància molt més gran que la resta de l'acció.